# Il granchio d'oro
Il granchio d'oro (Le Crabe aux Pinces d'Or) è il nono albo della serie a fumetti Le avventure di Tintin, scritta e disegnata dal fumettista belga Hergé. In questo album appare per la prima volta uno dei personaggi più emblematici della serie, il Capitano Haddock.
Hergé creò l'album durante l'occupazione tedesca del Belgio. Il giornale Le Petit Vingtième sul quale erano state pubblicate Le avventure di Tintin a partire dal 1929 era stato chiuso dagli occupanti. Hergé trovò velocemente lavoro nel quotidiano Le Soir, il quale aveva una tiratura molto superiore a quella di Le Petit Vingtième ma aveva una linea editoriale chiaramente collaborazionista, questo avrebbe dato non pochi problemi ad Hergé al termine della guerra.
Questo racconto interruppe quello che si stava già pubblicando su Le Petit Vigtième, Tintin nel paese dell'oro nero, a causa delle implicazioni politiche. Il granchio d'oro iniziò a essere pubblicato il 17 ottobre del 1940 sul settimanale di Le Soir, Le Soir Jeunesse, che veniva pubblicato il giovedì. A causa della penuria di carta il settimanale non fu più pubblicato dopo il 23 settembre del 1941 e il racconto fu pubblicato come striscia comica quotidiana su Le Soir ad un ritmo di tre o quattro vignette al giorno. Nel 1943 il racconto fu ripubblicato a colori.

## Trama
Investigando sulla misteriosa morte di un marinaio assieme a Dupont e Dupond, Tintin sale sulla nave mercantile Karaboudjan, dove viene catturato da una banda di criminali che nascondono dentro scatolette di granchi l'oppio che trafficano. Tintin riesce a scappare dalla sua cabina e ad incontrare il Capitano Haddock.
Il capitano, totalmente alcolizzato è vittima delle manovre del secondo ufficiale, Allan Thompson, ed è completamente all'oscuro che la sua nave trasporta oppio.
Tintin e il capitano riescono a scappare dalla nave grazie ad una scialuppa di salvataggio, ma il capitano sotto gli effetti dell'alcool brucia i remi della scialuppa; inoltre un idrovolante inviato dalla nave cerca di ucciderli. Dopo un combattimento i due riescono ad impadronirsi del velivolo ma a causa dell'alcolismo del capitano i due precipitano nel Sahara. Dopo una marcia nel deserto vengono salvati dal tenente Delcourt (comandante della legione straniera francese) il quale li cura e fornisce loro un trasporto verso il porto fittizio di Bagghar in Marocco.
Il Karaboudjan è creduto affondato da tutti, ma il capitano lo riconosce nel porto, quindi i contrabbandieri lo sequestrano e nel tentativo di salvarlo Tintin, con l'aiuto di Dupont e Dupond, scopre il capo dei contrabbandieri, Omar ben Salaad, e riesce a fermare tutta la banda.

## Riedizioni
La riedizione a colori è stata di molto accorciata per adattarla al formato di 64 pagine contro le 130 pagine originarie.